# Jules Feiffer
Jules Ralph Feiffer (New York, 26 gennaio 1929 – Richfield Springs, 17 gennaio 2025) è stato uno sceneggiatore, fumettista e disegnatore statunitense, vincitore di un Premio Oscar nel 1961 per il suo cortometraggio Munro, della Torre Guinigi d'oro al Salone Internazionale dei Comics nel 1967 e di un Premio Pulitzer nel 1986.

## Biografia
Dopo un periodo come assistente di Will Eisner, esordisce come autore nel 1949 con il personaggio di Clifford, un bambino protagonista di una serie di strisce. Negli anni cinquanta collabora alla realizzazione di alcuni cartoni animati e nel 1956 esordisce con una serie di tavole intitolate col suo nome sulla testata Village Voice nelle quali critica la realtà sociale e politica del suo paese e che riscuoteranno molto successo influenzando generazioni di autori satirici; in questa serie di tavole - privi di un protagonista fisso - compaiono vari personaggi come Bernard Mergendeiler, un uomo debole e insicuro e pieno di complessi, Munro, un bambino di quattro anni erroneamente arruolato nell'esercito, Hostil-man, un individuo frustrato e angosciato che diventa una specie di Superman alla rovescia). Scrive anche alcune commedie e sceneggiature di diversi film come Piccoli omicidi e Conoscenza carnale del 1971 e Voglio tornare a casa! del 1989.

## Opere
(Jules Feiffer)

### Fumetti e vignette
Feiffer è soprattutto noto per le sue strisce di argomento politico e satirico, poetico e psicologico. Queste in genere occupano un'intera tavola e sono composte da sei/otto vignette.
Uno dei personaggi ricorrenti è la donna che danza ("Questa è la mia danza della primavera per festeggiare […]"). Altri personaggi sono Bernard Mergendeiler, nevrotico cronico, e Munro, un bambino di quattro anni erroneamente arruolato nell'esercito, Passionella e altri personaggi minori.
Tra le vignette di argomento politico, sono particolarmente note quelle relative a Richard Nixon e allo scandalo Watergate.
Le vignette di Jules Feiffer sono state tradotte in Italia da Linus. Sono usciti diversi volumi fra i quali: Passionella a altre storie, a cura di Umberto Eco e Cathy Berberian, Milano, Bompiani, 1963; Il trapianto del trauma: vita privata di Bernard Mergendeiler, a cura di Umberto Eco e Cathy Berberian, Milano, Bompiani, 1968.

### Illustrazioni
- Illustrazioni per  Il casello magico (The Phantom Tollbooth), di Norton Juster.

### Cortometraggi
- Munro (Oscar al miglior cortometraggio d'animazione nel 1961).

### Libri e romanzi
- Backing Into Forward: A Memoir, Ed.: Nan A. Talese, 2010 (autobiografia)
- Abbaia, George! , Ed. Salani Editore, 2010 (libro per ragazzi)

### Opere teatrali
- Piccoli omicidi

### Sceneggiature per il cinema
- Conoscenza carnale, regia di Mike Nichols (1971)
- Piccoli omicidi, regia di Alan Arkin (1971)
- Popeye - Braccio di ferro, regia di Robert Altman (1980)
- Voglio tornare a casa!, regia di Alain Resnais (1989)